# 나카노토정
나카노토정(일본어: 中能登町 나카노토마치[*])은 일본 이시카와현 가시마군의 정이다.

## 인접한 자치체
- 이시카와현
  - 나나오시
  - 하쿠이시
  - 하쿠이군 시카정

- 도야마현
  - 히미시

## 역사
- 2005년 3월 1일 - 가시마군의 도리야정, 가시마정, 로쿠세이정이 신설 합병해 탄생했다.

## 교통

### 철도
- 서일본 여객철도 나나오선

### 도로
- 국도 159호선